# Hollywood Town Hall
Hollywood Town Hall is het derde studioalbum van de Amerikaanse countryrock band The Jayhawks. De band speelt vooral ingetogen, melodieuze pop en rock met harmonieuze zang. Hun muziek is een mengeling van alternatieve countryrock en gitaarrock. Dit album wordt in het algemeen (zowel door critici als luisteraars) beschouwd als een van de beste albums van deze band. De eerdere albums van de Jayhawks waren niet zo succesvol, met deze plaat bereikten ze een groter publiek.

## Tracklist
Alle nummers van dit album zijn geschreven door Mark Olson en Gary Louris, behalve als het anders staat vermeld. Later zijn er versies van dit album verschenen met bonus tracks. Die staan hier niet vermeld.
1. Waiting for the Sun - (4:19)
2. Crowded in the wings- (4:55)
3. Clouds - (4:51)
4. Two angels - (4:04)
5. Take me with you (when you go) - (4:50)
6. Sister cry - (4:08)
7. Settled down like rain - (3:00)
8. Wichita (Mark Olson, Gary Louris en Marc Perlman) - (5:26)
9. Nevada, California (4:05)
10. Martin's Song (2:58)

## Muzikanten

### The Jayhawks
- Mark Olson –zang, akoestische gitaar, elektrische gitaar, mondharmonica
- Gary Louris –zang, elektrische gitaar, fuzz gitaar
- Marc Perlman– basgitaar
- Ken Callahan – drums

Olson, Louris en Perlman hebben vanaf het begin deel uitgemaakt van the Jayhawks Dit is het enige album waarop Ken Callahan meespeelt. Hij is van 1988 tot 1993 drummer van deze band geweest. Op dit album drumt hij alleen op Two angels en Martin’s song

### Overige muzikanten
- Charley Drayton – drums
- Nicky Hopkins – piano op Two angels, Take me with you (when you go) en Martin's song
- Benmont Tench – piano, orgel

Charley Drayton is een Amerikaanse drummer, multi-instrumentalist en producer, die heeft gespeeld met the Rolling Stones, Neil Young, Bob Dylan, Chaka Khan en veel andere prominente artiesten. Hij heeft op bijna alle tracks van dit album gedrumd (behalve track 4 en 10). Nicky Hopkins heeft vaak gespeeld met de Rolling Stones en the Who en Benmont Tench is een van de oprichters van Tom Petty and the Heartbreakers.

## Productie
De onderstaande technici hebben meegewerkt aan de productie van dit album.
George Drakoulias heeft onder meer ook albums geproduceerd van Tom Petty & the Heartbreakers en the Black Crowes. Brendan O’ Brien heeft ook gewerkt met Pearl Jam, Rage against the machine en Bruce Springsteen.
- George Drakoulias – producer
- Howie Weinberg – mastering
- Brendan O'Brien – mixing
- Jim Champagne – mixing (assistent)
- Tom Herbers – geluidstechnicus
- Jim Rondinelli – geluidstechnicus
- Brian Jenkins - geluidstechnicus
- Billy Perry – geluidstechnicus

De plaat is opgenomen in de Hollywood Sound Recorders en de Pachyderm Studios in Minnesota. Het album is gemixt in de Record Plant Studios in Los Angeles en de Summa Music Group in Hollywood, Californië. Het is gemasterd in de Masterdisk Studios in New York en Speciality Records Corporation in Olyphant (Pennsylvania).
Er zijn twee singles van dit album verschenen: Waiting for the sun en Crowded in the wings.
Het album is uitgebracht in september 1992. Deze plaat is zowel op vinyl (LP) als op CD verschenen. Op de site van Discogs is de discografie van dit album te raadplegen (zie bronnen en referenties).
Op de albumhoes zitten de bandleden op een bank voor een wit kerkje in Hollywood Township Carver Count (Minnesota). Die foto is gemaakt door Andrew Catlin. De hoes is ontworpen door Martyn Atkins en de teksten op de hoes zijn geschreven door Joe Henry.

## Waardering
Dit album wordt, evenals het volgende album Tomorrow the Green Grass door critici en kopers beschouwd als een van de beste albums van the Jayhawks. De Amerikaanse site AllMusic waardeerde dit album met vier en een halve ster (maximum is vijf).
Dit album heeft de eerste plaats bereikt in de Amerikaanse Top Heatseekers charts (de lijst om aandacht te verkrijgen voor de verkoop van nieuwe muziek en het ontwikkelen van de muzikale artiesten hiervan). In de Amerikaanse Album 200 bereikte dit album # 192.